# Campamento (ort i Colombia, Antioquia, lat 6,98, long -75,30)
Campamento är en ort i Colombia.   Den ligger i departementet Antioquía, i den nordvästra delen av landet, 300 km nordväst om huvudstaden Bogotá. Campamento ligger 1 707 meter över havet och antalet invånare är 1 870.
Terrängen runt Campamento är kuperad söderut, men norrut är den bergig. Runt Campamento är det ganska glesbefolkat, med 34 invånare per kvadratkilometer. Närmaste större samhälle är Yarumal, 13,4 km väster om Campamento. I omgivningarna runt Campamento växer i huvudsak städsegrön lövskog.